# Misumenops kanakanus
Misumenops kanakanus är en spindelart som först beskrevs av Karsch 1880.  Misumenops kanakanus ingår i släktet Misumenops och familjen krabbspindlar. Inga underarter finns listade i Catalogue of Life.